# Ринсвинд
Ринсвинд је први јунак измишљеног свијета под називом Дисксвет, Терија Прачета. Он је чаробњак без икаквих чаробњачких квалификација и стварног херојства. Архитип кукавице који 'бјежи како би могао бјежати и сутра' и пропали студент Невидљивог универзитета за чаробњаке у Анк-Морпорку. Ринсвинд се, до сада, појављује у 6 књига о Дисксвету и у три књиге о науци Дисксвета.